# Mancey
Mancey est une commune française située dans le département de Saône-et-Loire, en région Bourgogne-Franche-Comté.

## Géographie

### Description

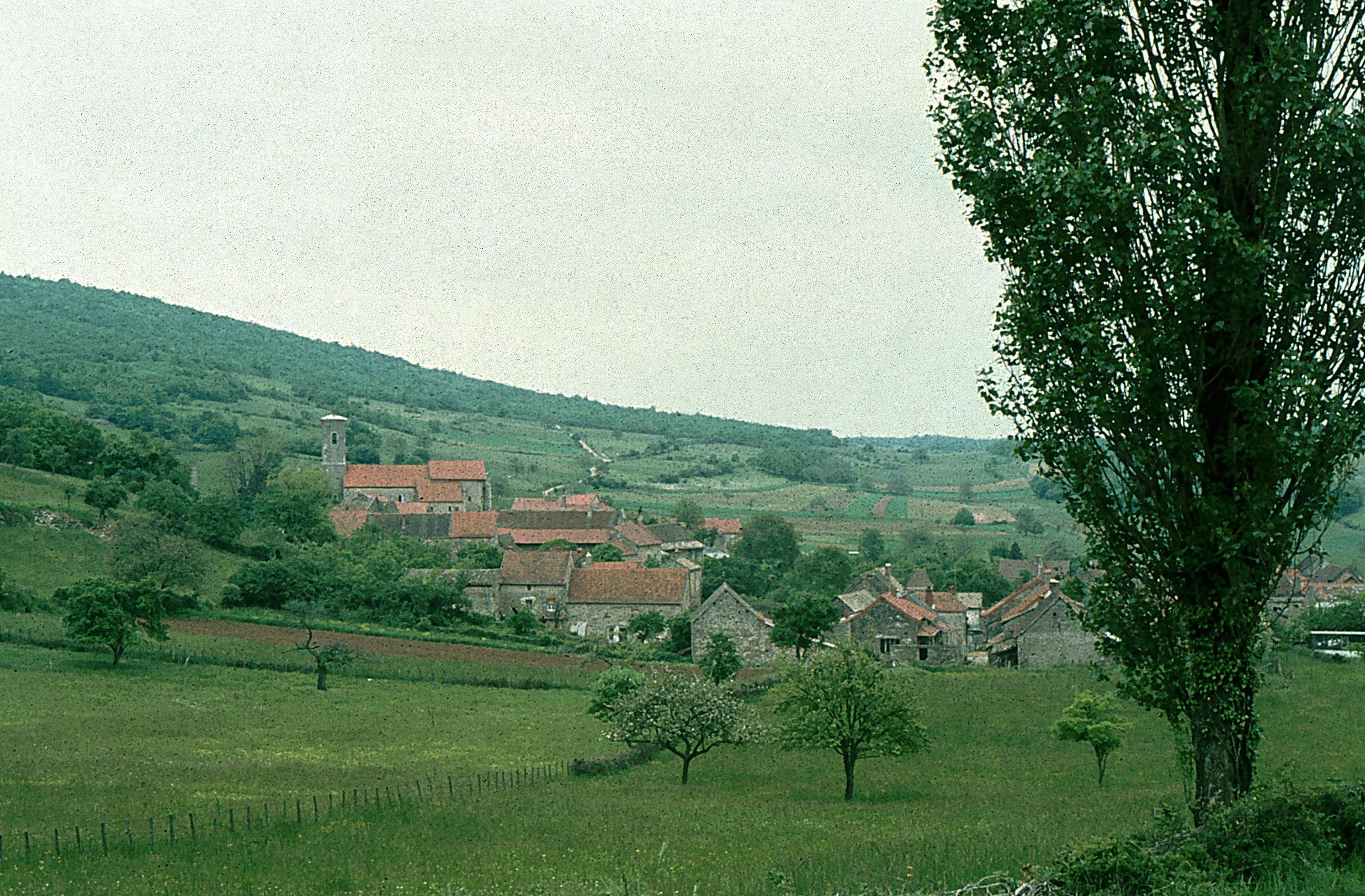
Paysage de la commune en 1975.

Mancey est un village viticole du Tournugeois en Bourgogne (ancienne région administrative) du sud, dans la Saône-et-Loire, et situé à 7 km à l'ouest de Tournus (et de la Saône). Mâcon est à 40 km au sud (par l'autoroute A6), Chalon-sur-Saône à 27 km au nord. 
Le département de l'Ain est à 15 km au sud-est.
La commune est partagée entre le flanc Est de la Montagne ou Vannière au nord-ouest, dont les pentes culminant à 500 m d'altitude sont recouvertes par le bois de Mancey ; et au sud-est les abords très vallonnés de la plaine de la Saône, avec trois buttes principales : (du nord au sud) les Brosses, Champ Perroux et Chassagne.

### Communes limitrophes
Mancey est limitrophe avec six communes de Saône-et-Loire :

### Hydrographie
La commune est traversée dans le sens sud-ouest/nord-est par la Natouze.
Celle-ci est un affluent de la Saône et donc un sous-affluent du fleuve le Rhône.

### Climat
Pour des articles plus généraux, voir Climat de la Bourgogne-Franche-Comté et Climat de Saône-et-Loire.
En 2010, le climat de la commune est de type climat océanique dégradé des plaines du Centre et du Nord, selon une étude du Centre national de la recherche scientifique s'appuyant sur une série de données couvrant la période 1971-2000. En 2020, Météo-France publie une typologie des climats de la France métropolitaine dans laquelle la commune est exposée à un climat semi-continental et est dans la région climatique Bourgogne, vallée de la Saône, caractérisée par un bon ensoleillement (1 900 h/an), un été chaud (18,5 °C), un air sec au printemps et en été et des vents faibles.
Pour la période 1971-2000, la température annuelle moyenne est de 11 °C, avec une amplitude thermique annuelle de 17,8 °C. Le cumul annuel moyen de précipitations est de 882 mm, avec 10,8 jours de précipitations en janvier et 7,5 jours en juillet. Pour la période 1991-2020, la température moyenne annuelle observée sur la station météorologique de Météo-France la plus proche, « Romenay », sur la commune de Romenay à 19 km à vol d'oiseau, est de 11,8 °C et le cumul annuel moyen de précipitations est de 983,9 mm. 
La température maximale relevée sur cette station est de 40,7 °C, atteinte le 12 août 2003 ; la température minimale est de −19,5 °C, atteinte le 17 janvier 1985,,.
Les paramètres climatiques de la commune ont été estimés pour le milieu du siècle (2041-2070) selon différents scénarios d'émission de gaz à effet de serre à partir des nouvelles projections climatiques de référence DRIAS-2020. Ils sont consultables sur un site dédié publié par Météo-France en novembre 2022.

## Urbanisme

### Typologie
Au 1er janvier 2024, Mancey est catégorisée commune rurale à habitat dispersé, selon la nouvelle grille communale de densité à sept niveaux définie par l'Insee en 2022.
Elle est située hors unité urbaine. Par ailleurs la commune fait partie de l'aire d'attraction de Tournus, dont elle est une commune de la couronne,. Cette aire, qui regroupe 14 communes, est catégorisée dans les aires de moins de 50 000 habitants,.

### Occupation des sols
L'occupation des sols de la commune, telle qu'elle ressort de la base de données européenne d’occupation biophysique des sols Corine Land Cover (CLC), est marquée par l'importance des territoires agricoles (62,6 % en 2018), en diminution par rapport à 1990 (64,4 %). La répartition détaillée en 2018 est la suivante : forêts (34,4 %), zones agricoles hétérogènes (30,2 %), terres arables (17,6 %), prairies (10,7 %), cultures permanentes (4,1 %), zones urbanisées (3 %). L'évolution de l’occupation des sols de la commune et de ses infrastructures peut être observée sur les différentes représentations cartographiques du territoire : la carte de Cassini (XVIIIe siècle), la carte d'état-major (1820-1866) et les cartes ou photos aériennes de l'IGN pour la période actuelle (1950 à aujourd'hui).

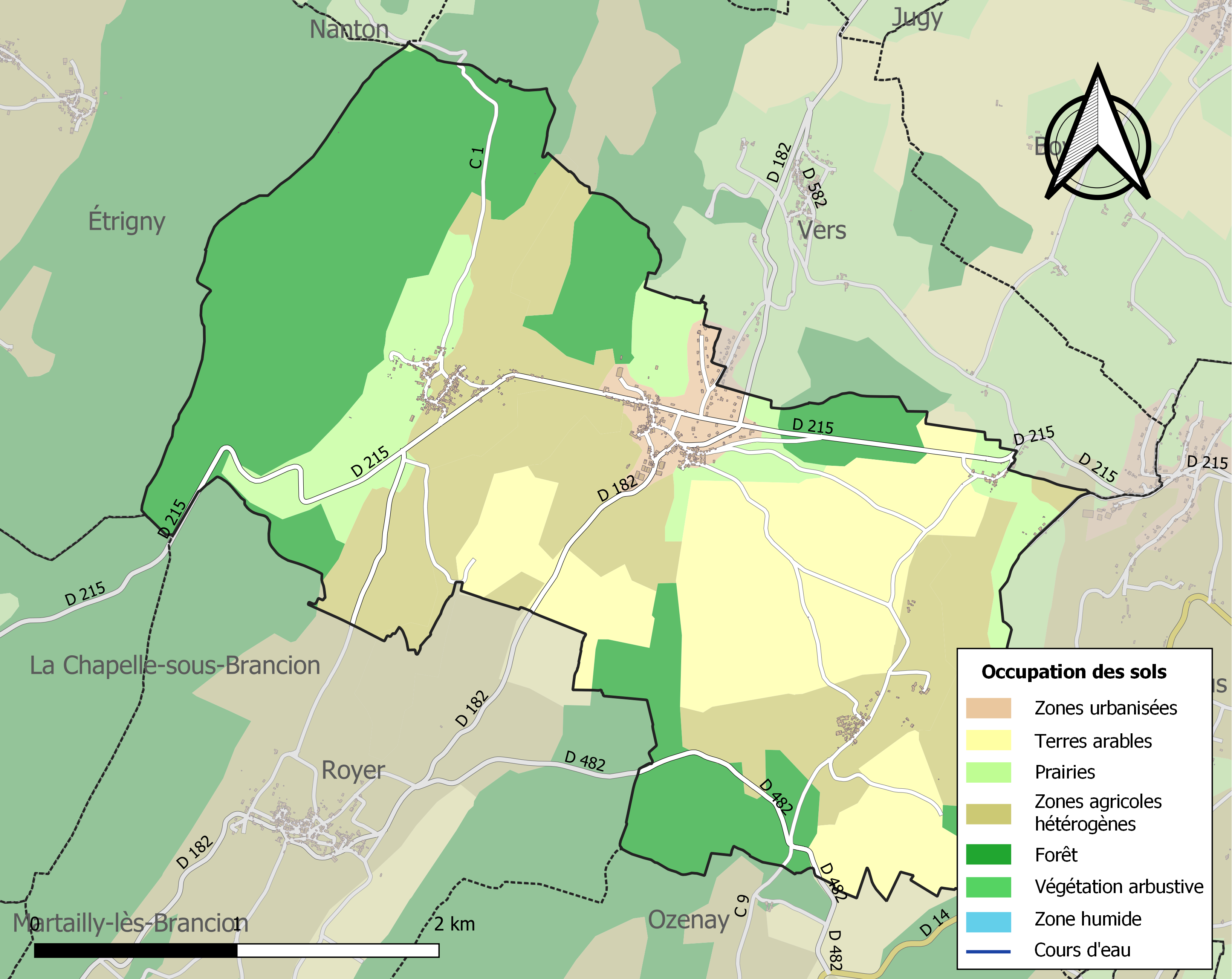
Carte des infrastructures et de l'occupation des sols de la commune en 2018 (CLC).

### Lieux-dits, hameaux et écarts
Outre le chef-lieu, la commune compte plusieurs hameaux : 
- Charmes ;
- Dulphey ;
- Moulin Mutin.

### Habitat et logement
En 2018, le nombre total de logements dans la commune était de 224, alors qu'il était de 221 en 2013 et de 206 en 2008.
Parmi ces logements, 76,3 % étaient des résidences principales, 12,5 % des résidences secondaires et 11,2 % des logements vacants. Ces logements étaient pour 99,1 % d'entre eux des maisons individuelles et pour 0,9 % des appartements.
Le tableau ci-dessous présente la typologie des logements à Mancey en 2018 en comparaison avec celle de Saône-et-Loire et de la France entière. Une caractéristique marquante du parc de logements est ainsi une proportion de résidences secondaires et logements occasionnels (12,5 %) supérieure à celle du département (7,5 %) et à celle de la France entière (9,7 %). Concernant le statut d'occupation de ces logements, 90,6 % des habitants de la commune sont propriétaires de leur logement (91,8 % en 2013), contre 64,1 % pour la Saône-et-Loire et 57,5 % pour la France entière.
| Typologie                                               | Mancey | Saône-et-Loire | France entière |
| ------------------------------------------------------- | ------ | -------------- | -------------- |
| Résidences principales (en %)                           | 76,3   | 82,2           | 82,1           |
| Résidences secondaires et logements occasionnels (en %) | 12,5   | 7,5            | 9,7            |
| Logements vacants (en %)                                | 11,2   | 10,3           | 8,2            |

### Voies de communication et transports
La commune est traversée d'est en ouest par la départementale D 215, et du nord au sud par la D 182.
L'autoroute la plus proche est la A6 (« autoroute du Soleil »), avec l'entrée-sortie n° 27  Tournus  à 6,8 km à l'est.

## Étymologie
L'étymologie de Mancey est incertaine, les noms Manceium, Manciacum, Manda, sont sans doute  des formes anciennes non datées et qui peuvent être des latinisations de la forme médiévale. Le nom peut provenir du domaine d'un gallo-romain nommé Mancius ou Manitius ; ou dérivé de mense, c'est-à-dire une « terre appartenant à une abbaye » (ou établissement ecclésiastique) ; ou encore être la forme évoluée de marciacum, provenant du celtique marco (marécage) : Mancey est dans une cuvette avec des sources, au pied du col des Chèvres.

## Histoire

### Préhistoire
La présence humaine sur le territoire de la commune est attestée au paléolithique par la découverte d'une hache à main en silex au hameau de Dulphey.
Plusieurs armatures tranchantes microlithiques ont été trouvées aux Cras. De même que l'unique exemplaire trouvé à une dizaine de kilomètres au sud-est au site de Montmuzard sur Farges-lès-Mâcon, elles sont très proches de la culture cardiale typique du Midi de la France.

### Antiquité
Le hameau de la Bussière a livré des céramiques fines datées principalement du milieu du IIIe siècle ; certaines viennent de Gueugnon (formes Drag 33, 45, 46 ; céramique métallescente avec les formes Gueugnon 1 et Nied 33 à décor d'applique) ; de la  sigillée claire B de la vallée du Rhône (bols Desbat 15 et peut-être un gobelet Desbat 67) ; de la céramique d’Autun (gobelet Nied 33 et variante Walters 81) ; des productions trévires (Symonds groupe 30) ; quelques indéterminées (assiette Drag 42, cruche à décor excisé et gobelet Nied 33) ; un petit pichet s'apparentant à la forme Desbat 84 en sigillée claire B.

## Politique et administration

### Rattachements administratifs et électoraux

#### Rattachements administratifs
La commune se trouve dans l'arrondissement de Chalon-sur-Saône du département de Saône-et-Loire.
Elle faisait partie depuis 181 du canton de Sennecey-le-Grand. Dans le cadre du redécoupage cantonal de 2014 en France, cette circonscription administrative territoriale a disparu, et le canton n'est plus qu'une circonscription électorale.

#### Rattachements électoraux
Pour les élections départementales, la commune fait partie depuis 2014 du canton de Tournus
Pour l'élection des députés, elle fait partie de la quatrième circonscription de Saône-et-Loire.

### Intercommunalité
Mancey est membre de la communauté de communes Entre Saône et Grosne, un établissement public de coopération intercommunale (EPCI) à fiscalité propre créé en 1994 et auquel la commune a transféré un certain nombre de ses compétences, dans les conditions déterminées par le code général des collectivités territoriales.

### Tendances politiques et résultats

#### Élections présidentielles
Le village de Mancey place en tête à l'issue du premier tour de l'élection présidentielle française de 2017, Jean-Luc Mélenchon (LFI) avec 23,48 % des suffrages. Mais lors du second tour, Emmanuel Macron (LaREM) est en tête avec 69,59 %.

#### Élections législatives
Le village de Mancey place lors du 1er tour des élections législatives françaises de 2017 Catherine Gabrelle (LAREM) avec 31,29 % des suffrages. Mais lors du second tour, il s'agit de Cécile Untermaier (PS) qui arrive en tête avec 60,14 % des suffrages.
Lors du 1er tour des élections législatives françaises de 2022, Cécile Untermaier (PS), députée sortante, arrive en tête avec 46,98 % des suffrages comme lors du second tour, avec cette fois-ci, 69,78 % des suffrages.

#### Élections régionales
Le village de Mancey place la liste menée par Marie-Guite Dufay, présidente sortante (PS), en tête dès le 1er tour des élections régionales de 2021 en Bourgogne-Franche-Comté, avec 33,91 % des suffrages. Lors du second tour, les habitants décident de placer de nouveau cette  en tête, avec cette fois-ci, près de 56,82 % des suffrages, suivie par les listes menées par Gilles Platret (LR) avec 19,70 %, de Julien Odoul (RN) avec 13,64 % et en dernière position celle de Denis Thuriot (LaREM) avec 9,85 %. Il est important de souligner une abstention record lors de ces élections qui n'ont pas épargné le village de Mancey avec lors du premier tour 63,58 % d'abstention et au second, 58,51 %.

#### Élections départementales
Lors du 1er tour des élections départementales de 2021 en Saône-et-Loire, les électeurs de la commune placent le binôme de Jean-Claude Becousse (DVD) et Colette Beltjens (DVD), en tête, dès  avec 45,71 % des suffrages. Au second tour, ils  placent  le binôme Delphine Dugué (DVG) et Mickaël Maniez (DVG) en tête, avec cette fois-ci, près de 50,81 % des suffrages, devant le binome élu au niveau cantonal constitué par Jean-Claude Becousse (DVD) et Colette Beltjens (DVD) qui obtient 49,19 %. Il est important de souligner une abstention record lors de ces élections qui n'ont pas épargné le village de Mancey avec lors du premier tour 64,18 % d'abstention et au second, 9,40 %.

### Liste des maires de Mancey
| Période                                  | Période                      | Identité           | Étiquette | Qualité                             |
| ---------------------------------------- | ---------------------------- | ------------------ | --------- | ----------------------------------- |
| Les données manquantes sont à compléter. |                              |                    |           |                                     |
| mars 1983                                | juin 1995                    | Jean Duriaud       |           |                                     |
| Les données manquantes sont à compléter. |                              |                    |           |                                     |
| mars 2001                                | 2005                         | Martial Chausse    |           | Mort en fonction                    |
| 2005                                     | octobre 2018                 | Christine Bourgeon |           | Démissionnaire                      |
| 2020                                     | 10 juin 2022                 | Éric Villevière    |           | Démissionnaire                      |
| 24 septembre 2022                        | En cours (au 7 janvier 2023) | Françoise Bernard  |           | Cadre administrative ou commerciale |

## Équipements et services publics

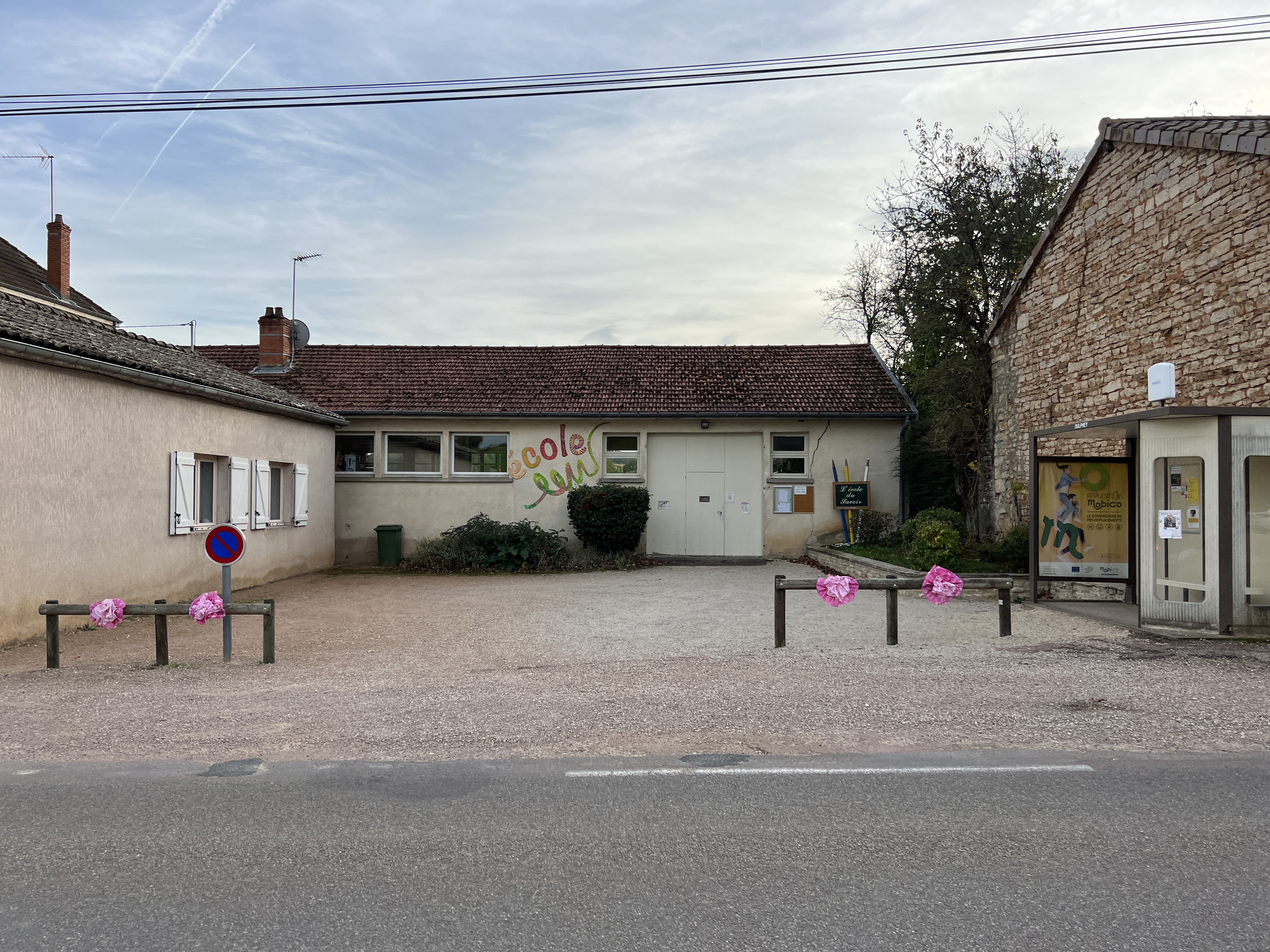
L'école du Lavoir.

Depuis  février 2023, la mairie accueille le mardi matin des semaines impaires un point d'accueil France Services

## Démographie

Les vignobles du Mâconnais.

L'évolution du nombre d'habitants est connue à travers les recensements de la population effectués dans la commune depuis 1793. Pour les communes de moins de 10 000 habitants, une enquête de recensement portant sur toute la population est réalisée tous les cinq ans, les populations de référence des années intermédiaires étant quant à elles estimées par interpolation ou extrapolation. Pour la commune, le premier recensement exhaustif entrant dans le cadre du nouveau dispositif a été réalisé en 2007.

En 2022, la commune comptait 390 habitants, en évolution de +1,04 % par rapport à 2016 (Saône-et-Loire : −1,06 %, France hors Mayotte : +2,11 %).
| 1793 | 1800 | 1806 | 1821 | 1831 | 1836 | 1841 | 1846 | 1851 |
| ---- | ---- | ---- | ---- | ---- | ---- | ---- | ---- | ---- |
| 815  | 861  | 851  | 836  | 860  | 840  | 860  | 827  | 797  |

| 1856 | 1861 | 1866 | 1872 | 1876 | 1881 | 1886 | 1891 | 1896 |
| ---- | ---- | ---- | ---- | ---- | ---- | ---- | ---- | ---- |
| 775  | 764  | 753  | 731  | 712  | 656  | 572  | 481  | 447  |

| 1901 | 1906 | 1911 | 1921 | 1926 | 1931 | 1936 | 1946 | 1954 |
| ---- | ---- | ---- | ---- | ---- | ---- | ---- | ---- | ---- |
| 432  | 471  | 470  | 450  | 420  | 411  | 395  | 413  | 370  |

| 1962 | 1968 | 1975 | 1982 | 1990 | 1999 | 2006 | 2007 | 2012 |
| ---- | ---- | ---- | ---- | ---- | ---- | ---- | ---- | ---- |
| 379  | 352  | 324  | 339  | 350  | 355  | 374  | 377  | 386  |

| 2017 | 2022 | - | - | - | - | - | - | - |
| ---- | ---- | - | - | - | - | - | - | - |
| 387  | 390  | - | - | - | - | - | - | - |

## Économie

### Vignoble
Sur le territoire de la commune est installée une cave coopérative, fondée en 1929 : la Cave des Vignerons de Mancey, qui travaille principalement dans les appellations Mâcon (80 vignerons produisant sur 140 hectares de vigne, principalement des vins des appellations Mâcon Villages, Mâcon-Mancey et Bourgogne blanc, rouge et rosé).

## Culture locale et patrimoine

### Lieux et monuments
- La colline du Roy Guillaume, située à cheval sur les communes de Mancey et Tournus, qui abrite la plus forte concentration de cadoles du Tournugeois[35].
- L'église : la construction de l'église primitive remonte au XIIIe siècle, sous le vocable de saint Georges. Elle est remaniée au XIVe siècle, puis reconstruite en grande partie à partir de 1840[36],[37].
- Le lavoir dit de la source de Montat, du XIXe siècle, à ciel ouvert avec un bassin rectangulaire en pierre de taille[38].
- Le lavoir du hameau de Dulphey[39].
- Le lavoir de Mancey[40].
- Un arbre remarquable : le « Gros chêne », visible au hameau de Dulphey, arbre dont les premières grosses branches présentent la particularité de s’étendre horizontalement, formant ainsi un immense parasol de 20 mètres de diamètre[41].

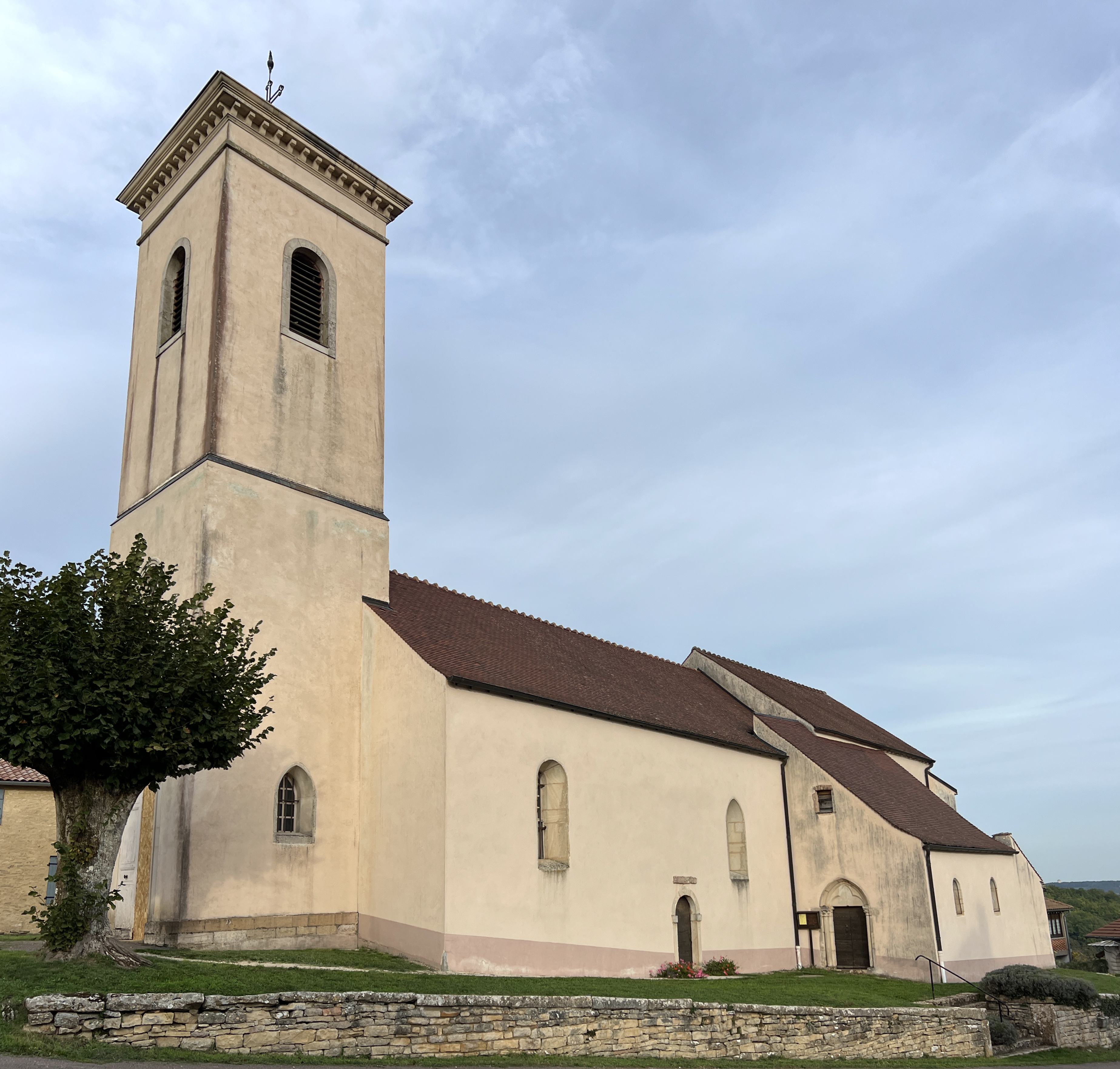
L'église Saint-Georges de Mancey.
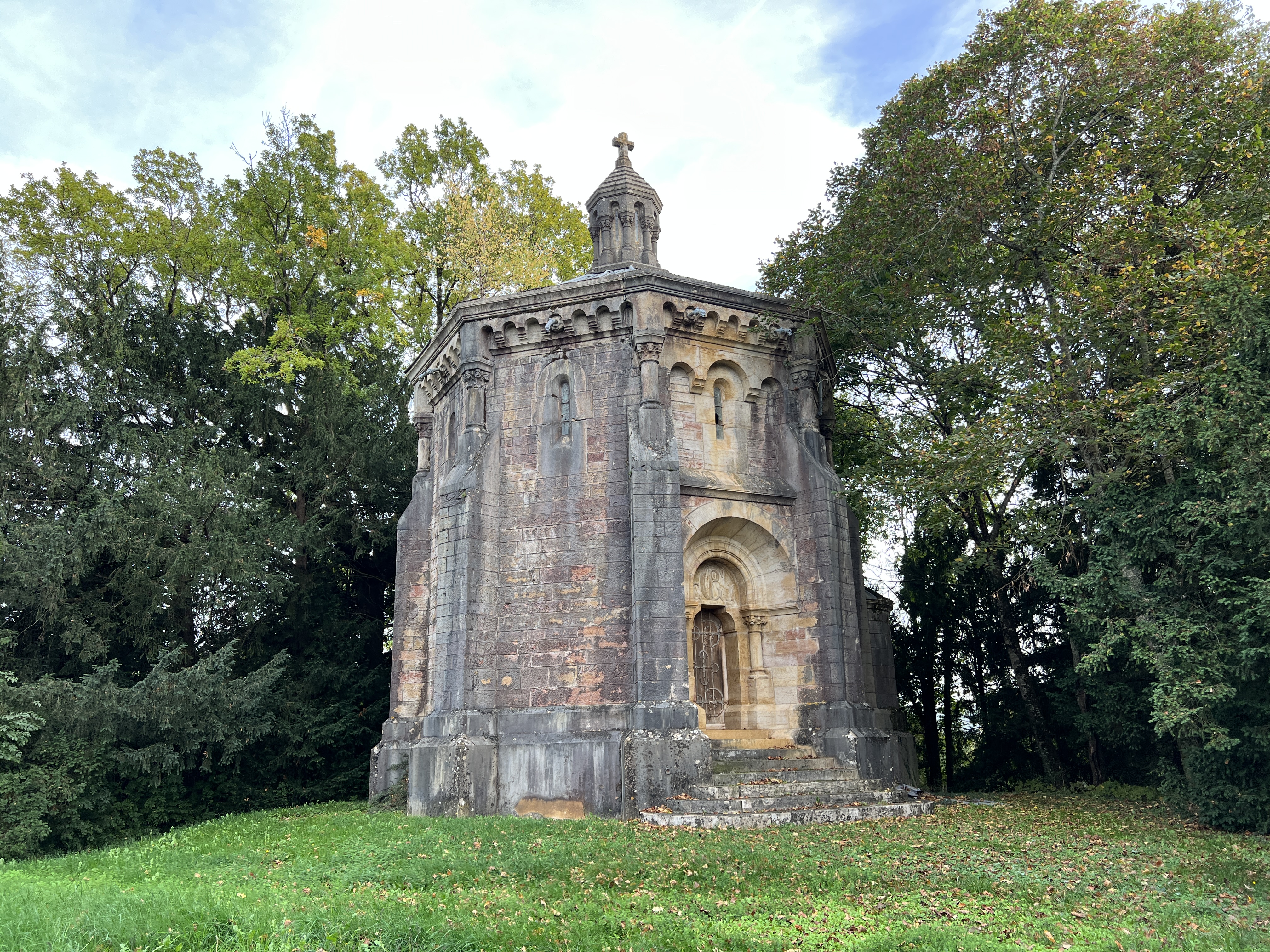
La chapelle de Dulphey.
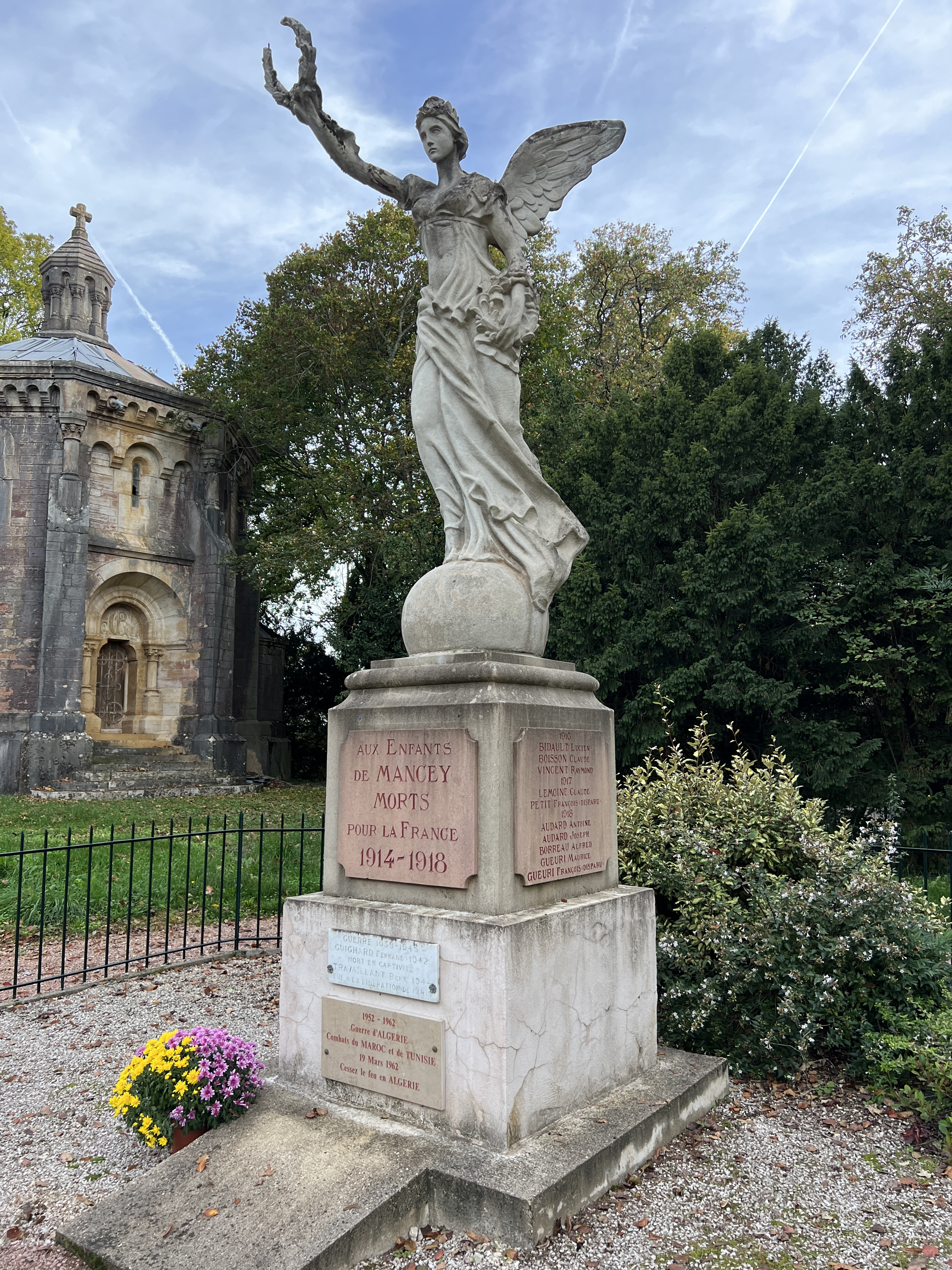
Le monument aux morts.
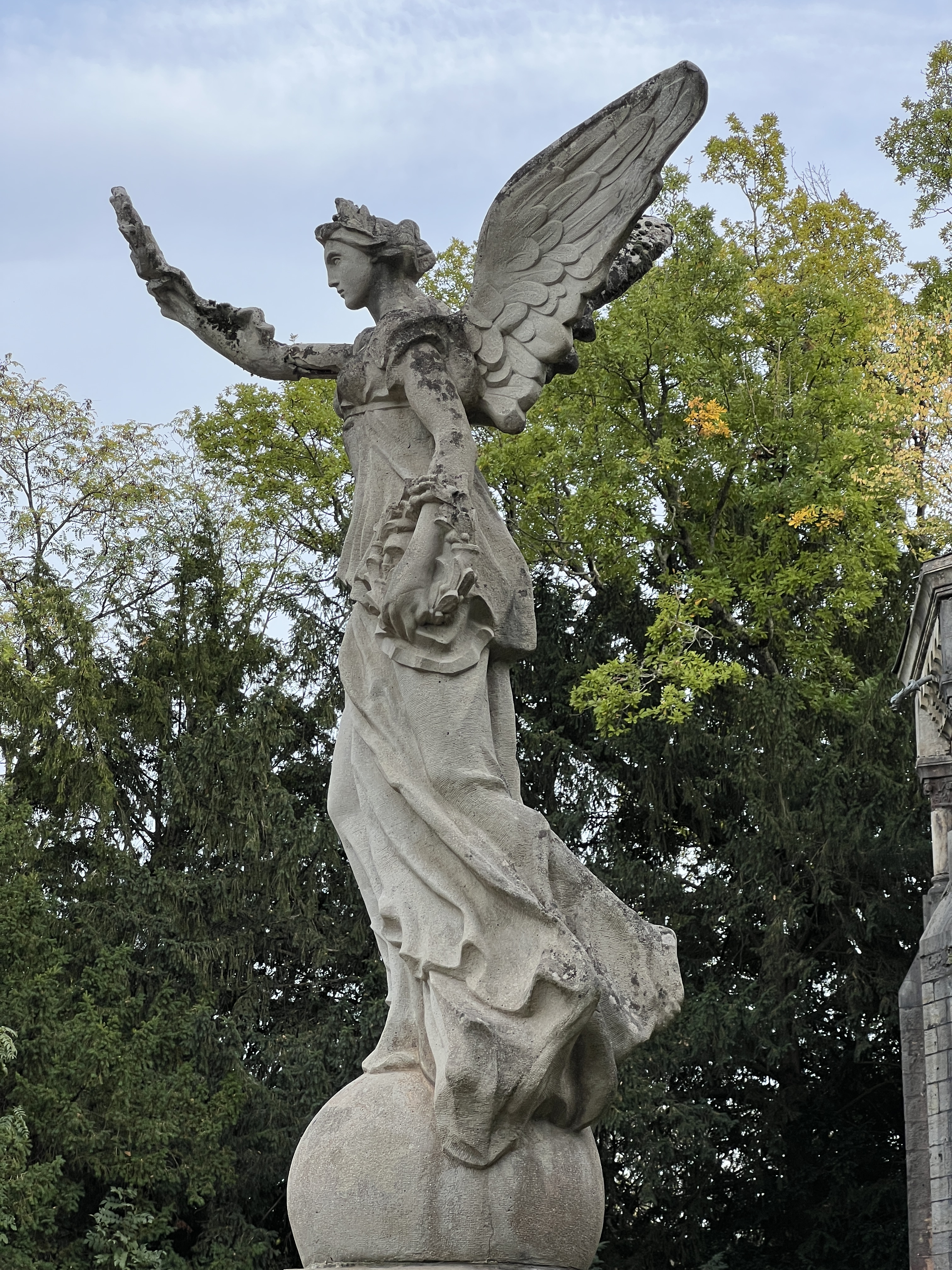
Détail du monument aux morts.

Mancey est le point de départ de l'un des 17 circuits de randonnée balisés mis en place en 2022-2023 (sur 58 communes de Saône-et-Loire) par plusieurs intercommunalités au sein du territoire du Massif Sud Bourgogne, intitulé La Roche d'Aujoux (9,1 kilomètres, 338 mètres de dénivelé, départ au niveau du parking de la mairie de Mancey à Dulphey).

## Pour approfondir